# NGC 4309A
NGC 4309A is een compact sterrenstelsel in het sterrenbeeld Maagd. Het hemelobject werd in 1883 ontdekt door de Duits-Amerikaanse astronoom Christian Heinrich Friedrich Peters.

## Synoniemen
- VCC 538
- PGC 40059